# Lappula heteracantha
Lappula heteracantha — вид квіткових рослин родини шорстколистих (Boraginaceae).

## Біоморфологічна характеристика
Це однорічна чи дворічна рослина 10–80 см заввишки, густо запушена. Стебло прямовисне, від середини гіллясте. Приземні листки на ніжках, ланцетні, після цвітіння засихають, стеблові від ланцетних до вузько-ланцетних, до 4 см завдовжки. Суцвіття різностороннє. Віночок 3–3.5 мм завдовжки, помітно перевищує щетинисто-волосисту чашечку. 2n=48.

## Поширення
Європа, Азія.
В Україні вид зростає на кам'янистих оголеннях — зрідка на Прикарпатті (схили до р. Черемош), західному Лісостепу (Дністром і Смотричем), на Опіллі, у Правобережному Степу, Кримському Степу, а також на ПБК (м. Ялта, смт Масандра).